# Suzina
Suzina (en serbe cyrillique : Сузина) est un village de Bosnie-Herzégovine. Il est situé dans la municipalité de Berkovići et dans la république serbe de Bosnie. Selon les premiers résultats du recensement bosnien de 2013, il compte 146 habitants.

## Histoire
Après la guerre de Bosnie-Herzégovine et à la suite des accords de Dayton, le village de Suzina, qui faisait partie de la municipalité de Stolac, a été rattaché à la municipalité de Berkovići, nouvellement créée et intégrée à la république serbe de Bosnie.

## Démographie

### Évolution historique de la population dans la localité
| 1961 | 1971 | 1981 | 1991 | 2013 |
| ---- | ---- | ---- | ---- | ---- |
| 221  | 190  | 136  | 162, | 146  |

|  |

### Répartition de la population par nationalités (1991)
En 1991, les 162 habitants du village étaient tous serbes.